# Club Atlético Huracán (Moquegua)
El Club Atlético Huracán es un club de fútbol del Perú de la ciudad de Moquegua. Fue fundado el 26 de julio de 1958 y actualmente juega en la Copa Perú.
El Globito, como también se le conoce, fue el primer equipo de la Región de Moquegua en jugar en Primera División tras lograr el ascenso en 1984 desde la División Intermedia.
Su rival tradicional es el Mariscal Nieto, de Ilo con quien disputa el Clásico Regional.

## Historia

### Fundación
El 26 de julio de 1958 un grupo de adolescentes de diferentes barrios de Moquegua, se acercaron donde el señor César Augusto Cosío Malatesta, más conocido como 'Coco', para contarle que habían decidido formar un equipo de fútbol. Por aquel entonces, el ambiente futbolero estaba cargado, ya que un mes antes se había disputado el Mundial en Suecia. 'Coco' había sido un exjugador moqueguano del Atlético Chalaco y del Centro Iqueño, entre las décadas del 1940 y 1950. En medio de la conversación, 'Coco' les propuso que bautizaran al equipo como el Club Atlético Huracán de Argentina, en honor al equipo de Parque Patricios del que se había hecho aficionado cuando conoció Buenos Aires, Argentina.

### Era Amateur
Ese mismo año el equipo participó en el Torneo Infantil de la Liga Distrital de Moquegua y ganó. En 1959 pasó a inscribirse en el Torneo Juvenil de la misma Liga, y también lo ganó. Para 1960, decidió arriesgarse a jugar la Primera División Moqueguana; siendo menores de edad casi todos sus integrantes, los padres de familia debieron autorizarlos por escrito para jugar. César Cosío también se inscribió como jugador y así "Huracán", en el año de su debut, también fue campeón en mayores.
Uno de los jugadores más reconocidos que se formó en esta institución fue el recordado Fernando Cuéllar, allá por la década de 60.

### Profesionalismo
Sin embargo, los partidos que hicieron famoso al Huracán fueron dos grandes resultados en Arequipa. En 1967, le tocó definir con Melgar qué equipo clasificaría a la primera Finalísima de Copa Perú en Lima. En la ida, en Arequipa, el 'Globito' arrancó un impensado 0-0 que motivó que a su regreso a Moquegua los jugadores fueran recibidos con caravanas y declarados hijos predilectos de la ciudad. Para la vuelta, el estadio 25 de Noviembre estaba repleto de hinchas. Sin embargo, el resultado fue el menos esperado: Melgar ganó 2 a 0 y clasificó.
La historia tuvo su revancha en 1984. Por la Intermedia Sur, Atlético Huracán debía definir el título con su tocayo arequipeño, el Sportivo Huracán: el que ganaba pasaría a jugar el Regional Sur en Primera División al año siguiente. En la ida, en Moquegua, el local ganó 3-1; la vuelta, en Arequipa, fue empate 2-2 y el Atlético volvió a Moquegua para ganar esta vez el título de hijos ilustres de la ciudad, pero ahora sí con el ascenso bajo el brazo.

### El ascenso a Primera División
En 1984, el ‘Rojo Moqueguano’ lograría el ascenso a la máxima categoría vía el Torneo Intermedia Sur, aquel en que los últimos ubicados de Primera revalidaban su permanencia con los primeros de Segunda División o de las Ligas Regionales.
Tras el ascenso, la estancia de Huracán en Primera tuvo una duración de seis años. En 1985, se tuvo que resignar al penúltimo lugar del Campeonato Regional del Sur, superando tan solo a Diablos Rojos de Juliaca. En 1986, no mejoró y quedó último con ocho unidades, aunque logró revalidar la categoría en la Intermedia. En 1987, nuevamente quedaría relegado al penúltimo puesto. En 1988, repitió el plato e incluso sufrió una goleada de 6-0 por parte de Cienciano en Cuzco. Luego jugó el Torneo Descentralizado "B", donde quedó penúltimo. En 1989, en el Regional I volvió a ubicarse penúltimo, luego disputó el Torneo Plácido Galindo en el que finalizó último en el Grupo 1 y, ya en el Regional II, logró superarse y se posicionó antepenúltimo. Y al año siguiente marcaría su despedida de la Profesional. Fue último en su grupo llegó a ser vapuleado 6-1 por FBC Melgar y descendió. Se mantuvo en la máxima categoría hasta 1990 regresando al año siguiente a participar en la Copa Perú.

### Campañas en la Copa Perú
A partir de entonces, se supo poco del ‘Globito moqueguano’. Llegó a ser campeón Liga Departamental de Moquegua en 1995, 1996 y 2005. 

#### 2008 Etapa Regional
En el 2008 clasificó a la Etapa Regional de la Copa Perú quedando fuera de la Etapa Nacional tras ser eliminado en la semifinal de la Región VII por el Cobresol FBC y los clubes arequipeños FBC Piérola e IDUNSA.

#### 2009 Etapa Departamental
Ese año, usando su antiguo uniforme alterno (color blanco) como divisa principal en vez del rojo tradicional, fue campeón de la Etapa Distrital, luchando palmo a palmo y hasta la última fecha con Francisco Falhman, con el que accedió a la Etapa Provincial. Tras superar su grupo, venció en una de las llaves decisivas al Real San Felipe. En el partido de ida ganó 0-1 y en el de vuelta disputado en el campo del Colegio Simón Bolívar igualó 2-2, resultado que le permitió clasificar a la Etapa Departamental. En esta última instancia, el 'Globito' se desinfló totalmente. En la primera fecha igualó a cero con Mariscal Nieto y una semana después, perdió por la mínima diferencia ante el mismo Mariscal Nieto. El último partido que jugó esta temporada fue el 23 de agosto en condición de local, fue derrotado 1-4 por Deportivo Enersur. Este resultado produjo que los directivos decidieran retirar al equipo; no presentarse al compromiso de vuelta, otorgándole automáticamente el título a los ileños. El motivo que adujeron fue que el club no deseaba endeudarse más con gastos de movilidad, alimentación y cumplimiento con sus jugadores. Lo peor fue la sanción a la que se hicieron acreedores: multa y pérdida de puntos.

#### 2010 Etapa Regional
El 'Globito' hizo lo justo y se llevó el título de la Etapa Departamental de Moquegua. Atlético Huracán ya venía demostrando su favoritismo, tras haber ganado de gran forma la Etapa Provincial de Mariscal Nieto. En la primera fecha, empezó con un amarga derrota ante el buen equipo de Rodillo Negro, aunque dejando un poco de dudas. En la segunda fecha, los dos elencos se volvieron a ver las caras. El encuentro acabó escandalosamente igualado 3-3, y suspendido a los 89'. Cuando se disputó el tiempo restante, el cuadro rojo anotó dos tantos más y se llevó finalmente el triunfo. En la tercera fecha, Atlético Huracán no pudo ante Mariscal Nieto, igualando 2-2; sin embargo, en su último encuentro, el 'Globito' ganó angustiosamente al mismo rival y se alzó con el título. Luego de consagrarse campeón departamental logró llegar a la Etapa Regional de la Copa Perú 2010, sin embargo fue eliminado por el FBC Aurora de Arequipa y el Unión Alfonso Ugarte de Tacna quienes lo superaron en su grupo.

#### 2011 Etapa Regional
Atlético Huracán se coronó campeón Departamental de Moquegua al igualar en Ilo 1-1 frente a Deportivo Enersur. Para este duelo los 'energéticos' solo se jugaban el honor y por ahí la posibilidad de darle la mano a Social Episa que había ganado horas antes en Moquegua. Por su parte, El Globito tenía la obligación de por lo menos sumar un punto para así asegurar el título y evitar definirlo en un duelo extra. Luego de consagrarse Campeón Departamental nuevamente accedió a la etapa Regional de la Copa Perú 2011 junto a los clubes arequipeños, Saetas de Oro y FBC Aurora  y Mariscal Miller de Tacna, Sin Embargo quedó tercero en su grupo detrás de Saetas de Oro y FBC Aurora quedando una vez más Eliminado de la Copa Perú.

#### 2012 Etapa Departamental
En el 2012 tras iniciar su periplo en la Etapa Departamental, Atlético Huracán fue presa de la falta de rodaje, y sin competencia de por medio por espacio de 6 meses aproximadamente, terminó colero del torneo departamental quedando sin chances de luchar por el ingreso a la Etapa Regional. Lamentablemente no pudo acceder a la Etapa Regional de la Copa Perú al ser eliminado por Social Episa de Ilo y AEXA Santa Cruz de Ichuña.

## Uniforme
En sus primeras participaciones infantiles y juveniles, Huracán no empleó propiamente camisetas: usaba polos y pantalonetas blancas típicas de los uniformes de educación física escolares de la época. Para el torneo de Primera División de Moquegua de 1960, se decidió echar mano de unas camisetas rojas con vivos rosados. Para 1961, se decidió cambiar al uniforme que se emplea hasta hoy, basado en el del Huracán argentino: camiseta blanca con mangas y cuello rojo, short negro y medias blancas, rojas o grises. También se instituyó el uniforme alterno que el "Globito moqueguano" emplea casi tan a menudo como el titular: camiseta roja, pantalón negro y medias rojas.
- Uniforme titular: Camiseta blanca, pantalón negro, medias negras.
- Uniforme alternativo: Camiseta roja, pantalón rojo, medias rojas.

| Titular | Alternativo | Tercero |  |

## Estadio
El Estadio 25 de Noviembre es un recinto deportivo para la práctica del fútbol ubicado en la ciudad peruana de Moquegua, capital del departamento homónimo. Está situado a 1.410 m s. n. m..
El estadio es propiedad del Instituto Peruano del Deporte. Fue inaugurado en el año 2009 con el partido entre Cobresol y el América Cochahuayco, en el que se impuso el cuadro local por 1-0. Tenía un aforo para 9.000 espectadores, estando aún en construcción. Ahora que ya está finalizado su capacidad es de 21.000 espectadores.
El estadio fue una de las sedes del Campeonato Sudamericano Sub-20 de 2011 que se realizó en los departamentos de Moquegua, Arequipa y Tacna.

## Rivalidades

### Clásico Moqueguano
En los años ochenta y noventa, Huracán alcanzó rivalidad con el Club Mariscal Nieto de Ilo, es uno de los clubes más populares y tradicionales de la Región Moquegua. Eso acabó de configurar la rivalidad entre ambos equipos, que se mantiene cuando se enfrentan por la Liga Departamental de Moquegua.

## Datos del club
- Fundación: 26 de julio de 1958
- Temporadas en Primera División: 6 (1985-1990)[7]
- Mayor goleada conseguida:
  - En campeonatos nacionales de local:
  - En campeonatos nacionales de visita:
- Mayor goleada recibida:
  - En campeonatos nacionales de local: Huracán 0:7 Cobresol FBC (19 de octubre del 2008)
  - En campeonatos nacionales de visita: Cobresol FBC 7:0 Huracán (26 de octubre del 2008)
- Mejor puesto en Primera División: °.
- Peor puesto en Primera División: °.

## Jugadores
César Augusto Cosío Malatesta, Freddy Maldonado Rueda (padre del también exfutbolista Paolo Maldonado), Fernando Cuéllar Ávalos, Reynaldo Peralta, Alfonso Maldonado Rueda, Guillermo Llanos, Rogelio Pinto, Sergio Palomino, Juan 'Don Chaca' Delgado y Alipio Juárez, también fueron figuras representativas de aquellos años.
En los ochenta, entre los jugadores que militaron en Primera, destacaron el portero Cárdenas, los hermanos Óscar y 'Piojo' Rueda, Romel 'Pelongo' Hurtado, Manuel Peralta, entre otros. Un par de ileños que fueron incorporados al equipo: José Luis Flores y Ricardo Vargas. Ambos se caracterizaban por comunicarse en el campo por silbidos y, por su buen desempeño, fueron luego fichados por FBC Melgar. 
En tiempos posteriores se ha tenido pocos registros de jugadores descatacados que hallan pasado por el Club Atlético Huracán entre la década de los 90 y 2000, donde tenemos al exfutbolista Evang Juan Delgado Vasquez (hijo del también exfulbolista Juan 'Don Chaca' Delgado) quien jugo la mayor parte de su carrera en dicho club, Lino Sosa Vera, entre otros más.

## Entrenadores
- César Roca (1988)
- Gabriel Varillas (2010)
- Marco Sánchez (2011)
- Ricardo Suez (2015)
- Guillermo Emerson Camargo Verme (2017)
- Germán Carty (2018)
- Heder Ramos Tejada (2024)

## Palmarés

### Torneos regionales
| Competición regional                    | Títulos                                                     | Subcampeonatos                |
| --------------------------------------- | ----------------------------------------------------------- | ----------------------------- |
| Liga Departamental de Moquegua (10/3)   | 1966, 1967, 1982, 1983, 1995, 1996, 1997, 2005, 2010, 2011. | 2008, 2015, 2017.             |
| Liga Provincial de Mariscal Nieto (8/4) | 1966, 1967, 2003, 2009, 2010, 2015, 2016, 2017.             | 2004, 2011, 2014, 2018.       |
| Liga Distrital de Moquegua (8/5)        | 1960, 2003, 2005, 2009, 2011, 2014, 2015, 2017.             | 2010, 2016, 2018, 2023, 2024. |